# Lupita Jones
Lupita Jones là một hoa hậu của México. Bà từng đăng quang Hoa hậu Mexico 1990 và Hoa hậu Hoàn vũ 1991.